# Лаздона
Ла́здона (латыш. Lazdona) — населённый пункт в Мадонском крае Латвии. Административный центр Лаздонской волости. Находится на берегу озера Лаздонас у региональной автодороги P62 (Краслава — Прейли — Мадона). Расстояние до города Мадона составляет около 4 км.
По данным на 2017 год, в населённом пункте проживало 563 человека. Есть волостная администрация, почтовое отделение, школа, библиотека, скорая помощь, магазины, дом культуры, различные предприятия.

## История
В советское время населённый пункт был центром Лаздонского сельсовета Мадонского района. В селе располагалась центральная усадьба совхоза «Мадона».